# West Decatur
West Decatur es un área no incorporada ubicada en el condado de Clearfield en el estado estadounidense de Pensilvania. West Decatur se encuentra ubicada en el municipio de Boggs.

## Geografía
West Decatur se encuentra ubicada en las coordenadas 41°55′40″N 78°16′50″O / 41.92778, -78.28056.